# Katharine Grahamová
Katharine Meyerová Grahamová (16. června 1917, New York – 17. července 2001, Boise) byla americká vydavatelka novin. V letech 1963 až 1991 vedla rodinné noviny The Washington Post, a to i v době, kdy informovaly o aféře Watergate, která nakonec vedla k rezignaci prezidenta Richarda Nixona. Byla jednou z prvních žen, která řídila velké americké noviny a první ženou zvolenou do správní rady agentury Associated Press (1974). Její kniha pamětí nazvaná Personal History získala v roce 1998 Pulitzerovu cenu.

## Život
Její otec byl židovského a matka německého, luteránského původu. Katherine byla pokřtěna jako luteránka, ale navštěvovala episkopální kostel. Vystudovala Chicagskou univerzitu, kde se zapojila do liberálních a levicových kruhů. Absolvovala roku 1938. Ve stejném roce začala pracovat pro noviny Washington Post, které její rodina vlastnila od roku 1933. Její otec po odchodu do důchodu v roce 1946 nesvěřil vedení novin jí, ale jejímu manželovi Philipu Grahamovi. Ten se však dlouhodobě potýkal s alkoholismem a duševními chorobami. Roku 1963 spáchal sebevraždu brokovnicí, načež Catherine převzala vedení vydavatelství.
Jako jediná žena, která byla na tak vysoké pozici ve vydavatelské společnosti, neměla žádné ženské vzory a měla potíže s tím, aby ji její mužští kolegové a zaměstnanci brali vážně. Tato zkušenost ji přivedla k podpoře rovnosti pohlaví ve své společnosti. Jedním z jejích příspěvků byla rovněž podpora investigativní žurnalistiky. Skandál Watergate byl přímým důsledkem této její strategie. V jeho průběhu byla Grahamová předmětem jedné z nejznámějších výhrůžek v historii americké žurnalistiky. Došlo k tomu v roce 1972, kdy Nixonův generální prokurátor John Mitchell varoval reportéra Carla Bernsteina: "Katie Grahamová si strčí kozu do pořádný ždímačky, pokud to bude zveřejněno." ("Katie Graham's gonna get her tit caught in a big fat wringer if that's published."). Deník výhrůžku zveřejnil, byť vynechal vulgární označení ženského prsu. Aféra udělala z Washington Post nejvlivnější médium v zemi. Vedení vydavatelství Grahamová předala svému synovi roku 1991.
V roce 1988 byla zvolena členkou Americké akademie umění a věd. Své paměti Personal History vydala v roce 1997. Kniha byla chválena za upřímné zobrazení duševní nemoci Philipa Grahama i za pohled na to, jak se změnila role ženy v americké společnosti v průběhu jejího života. V roce 2002 byla posmrtně vyznamenána prezidentem Georgem W. Bushem Prezidentskou medailí svobody. V roce 2002 byla uvedena do Národní ženské síně slávy. V roce 2017 ji ve filmu The Post Stevena Spielberga ztvárnila Meryl Streepová. Ta byla za svůj výkon nominována na Oscara za nejlepší herečku. Naopak se Grahamová vůbec neobjevila ve slavném filmu Všichni prezidentovi muži, který mapoval průběh aféry Watergate.
14. července 2001 Grahamová upadla a udeřila se do hlavy při návštěvě Sun Valley v Idahu. Byla převezena do nemocnice ve městě Boise, kde o tři dny později ve věku 84 let zemřela. Její pohřeb se konal ve Washingtonské národní katedrále. Byla pohřbena na historickém hřbitově Oak hill.